# Ropalidia bensoni
Ropalidia bensoni är en getingart som beskrevs av Richards 1978. Ropalidia bensoni ingår i släktet Ropalidia och familjen getingar. Inga underarter finns listade i Catalogue of Life.